# Drosera huegelii
Drosera huegelii es una especie erecta, perenne y tuberosa de planta carnívora perteneciente al género Drosera.

## Descripción
Tiene las hojas pequeñas en forma de campana a lo largo de un tallo erecto que puede alcanzar los 10-50 cm de altura. Las flores, de color blanco o crema, emergen de junio a septiembre.

## Distribución y hábitat
Es endémica de Australia Occidental. Crece en suelos arenosos húmedos en las depresiones que se producen en invierno y en los márgenes de pantanos y se produce a lo largo de la costa suroeste de Australia.

## Taxonomía
D. huegelii fue descrita por primera vez por Stephan Ladislaus Endlicher y nombrado en su publicación de 1837 en Enumeratio plantarum.

Etimología
Drosera: tanto su nombre científico –derivado del griego δρόσος (drosos): "rocío, gotas de rocío"– como el nombre vulgar –rocío del sol, que deriva del latín ros solis: "rocío del sol"– hacen referencia a las brillantes gotas de mucílago que aparecen en el extremo de cada hoja, y que recuerdan al rocío de la mañana.
huegelii: epíteto
Sinonimia
- Sondera huegelii (Endl.) Chrtek & Slavíková, Novit. Bot. Univ. Carol. 13: 44 (1999 publ. 2000).
- Drosera filipes Turcz., Bull. Soc. Imp. Naturalistes Moscou 27(2): 344 (1854).[7]